# António Folha
António José dos Santos Folha vagy egyszerűen António Folha (Vila Nova de Gaia, 1971. május 21. –) portugál válogatott labdarúgó. A portugál élvonalban tizenkét idény alatt 227 mérkőzésen lépett pályára, ezalatt 22 gólt szerzett. Pályafutása nagy részét a FC Porto csapatában töltötte.

## Játékosként
António Folha Vila Nova de Gaia városában született. Pályafutása nagy részét az FC Porto csapatában töltötte, amellyel összesen 18 jelentős trófeát nyert, többek közt hét bajnoki címet és öt Portugál kupát.
Az 1994-95-ös és az azt követő szezonban nyújtotta a legjobb teljesítményét, ez idő alatt 58 bajnokin tíz gólt szerzett a Portóban. Pályafutása évei alatt többször is kölcsönadták, játszott Belgiumban és Görögországban is. 
A 2002-2003-as idény kezdetekor 32 évesen elhagyta nevelőegyüttesét és a másodosztályú Penafielhez igazolt. 2005-ben vonult vissza az aktív labdarúgástól, majd a klub edzői stábjához csatlakozott. 2008-ban visszatért a Portóhoz, ahol azóta az utánpótlásban tevékenykedik és többször volt a felnőtt csapat segédedzője.

## A válogatottban
Pályára lépett az 1989-es ifjúsági labdarúgó-világbajnokságon, amit a portugálok megnyertek. A felnőttek között 26 alkalommal kapott lehetőséget, tagja volt az 1996-os Európa-bajnokságon részt vevő portugál válogatottnak.

## Sikerei, díjai
FC Porto
- Primeira Liga: 1991–92, 1994–95, 1995–96, 1996–97, 1997–98, 1998–99, 2002–03
- Taça de Portugal: 1993–94, 1997–98, 1999–2000, 2000–01, 2002–03
- Supertaça Cândido de Oliveira: 1991, 1993, 1994, 1996, 1998, 1999

AEK
- Görög labdarúgókupa: 2001–02

## Válogatottban
- Ifjúsági világbajnokság győztes: 1989

## Fordítás
Ez a szócikk részben vagy egészben  az   António Folha című angol Wikipédia-szócikk fordításán alapul.  Az eredeti cikk szerkesztőit annak laptörténete sorolja fel. Ez a jelzés csupán a megfogalmazás eredetét és a szerzői jogokat jelzi, nem szolgál a cikkben szereplő információk forrásmegjelöléseként.